# Rafał Wodniok
Rafael Wodniok (* 29. April 1982 in Opole) ist ein deutsch-polnischer Fußballspieler und -trainer. Er spielt vorzugsweise im offensiven Mittelfeld.

## Karriere

### Als Spieler
Er begann seine Karriere bei Fortuna Düsseldorf, wechselte dann zu einigen kleineren deutschen Vereinen, bevor er Deutschland in Richtung Polen verließ. Dort spielte er bei mehreren Vereinen, wie z. B. Odra Opole und ŁKS Łódź, sogar in der zweiten Liga. Nachdem er im Sommer 2008 keinen neuen Verein gefunden hatte, spielte er erst wieder ab Anfang 2010 bei einem Klub. Diesmal bei MKS Kluczbork. Nach zwei Jahren löste er seinen Vertrag Ende Dezember 2011 auf und war zunächst vereinslos. Im Frühjahr 2012 zog er wieder nach Deutschland (Bayern) zurück. Er schloss sich dem Bezirksoberligisten TSV Kornburg an, wo er schon 2005 aktiv war. Anfang September 2012 wechselte er zum Landesligisten TSV Bogen. Im Februar 2013 wechselte Wodniok zum Bayernligisten DJK Ammerthal. Zwei Jahre später wechselte er zum Ligakonkurrenten SpVgg SV Weiden und dann 2016 weiter zum Bezirksligisten Wacker Neutraubling.

### Als Trainer
Nach seiner Rückkehr nach Deutschland begann er auch mit seiner Trainerkarriere. Erst war er beim Kreisligisten Wacker Neutraubling Co-Trainer der B-Jugend, bevor er zur Saison 2012/13 das Amt des Trainers bei der ersten Mannschaft übernahm. Der Kontakt zum Klub kam durch Wodnioks Schwager zustande, der bei Wacker Neutraubling aktiv ist. In der Winterpause 2014/15 legte er sein Amt nieder. Doch schon kurze Zeit später wurde er wieder Co-Trainer und seit 2016 ist er Spielertrainer Neutraublings.

## Sonstiges
Wodniok hat eine Ausbildung zum Personaldienstleistungskaufmann abgeschlossen.